# Joachim Schröder (Paläontologe)

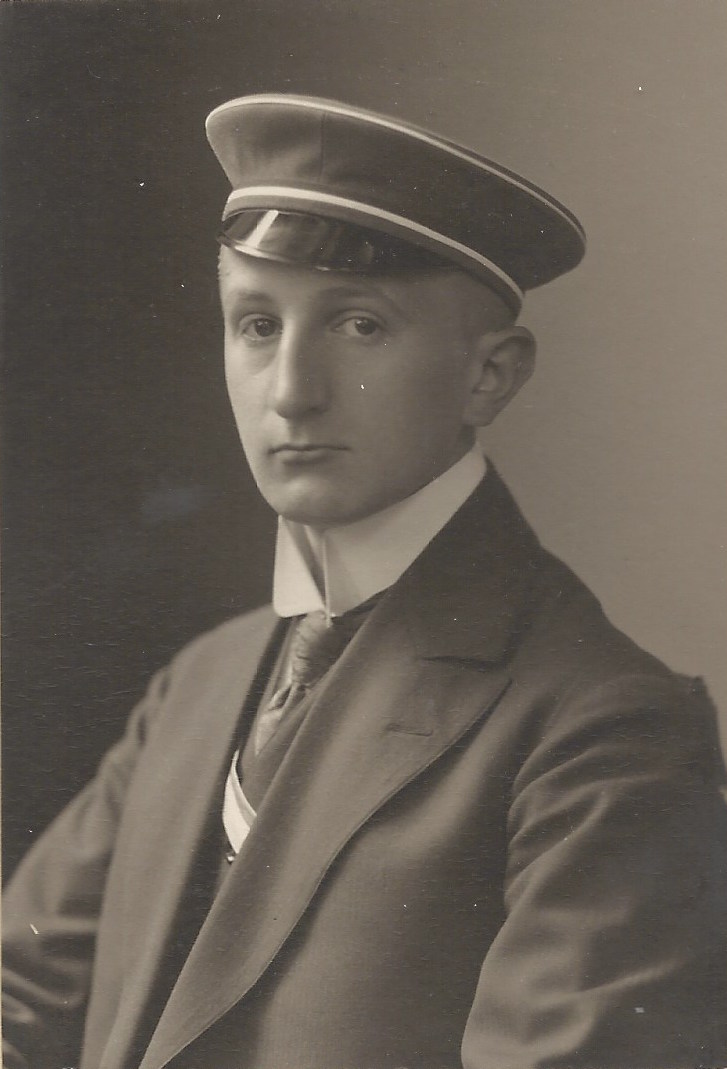
Joachim Schröder als Hallenser Teutone

Joachim Schröder (* 14. Dezember 1891 in Naumburg (Saale); † 1976) war ein deutscher Paläontologe und Geologe.

## Leben
Schröders Vater war ein promovierter Lehrer und ausgewiesener Kenner der Weichtiere. Ab 1895 war er Direktor der Realschule zu Groß-Lichterfelde. Dort verbrachte Joachim Schröder die Schulzeit. Gemeinsame Bergtouren in der Umgebung von Kufstein und Sammelexkursionen im Raum München weckten bei ihm Interesse an Naturwissenschaften und Geologie. 1910 immatrikulierte er sich an der Ludwig-Maximilians-Universität München für Naturwissenschaften. Er wurde im Corps Makaria München aktiv. Um das befreundete Corps Teutonia Halle zu stützen, ging er 1911 für zwei Semester an die Friedrichs-Universität Halle. Er kehrte nach München zurück und widmete sich bei August Rothpletz ganz der Geologie und Paläontologie. Im August 1914 zog er als Kriegsfreiwilliger in den Ersten Weltkrieg. Ende 1918 heimgekehrt, schrieb er seine Doktorarbeit bei Ferdinand Broili. Am 23. Juli 1920 wurde er zum Dr. phil. promoviert. Nach fünf Jahren bei Broili wechselte er im Januar 1925 zur Bayerischen Staatssammlung für Paläontologie und Geologie. Am 1. Juli 1928 wurde er zu ihrem Konservator ernannt.

### Sammelreisen
Auf Anregung von Broili und mit der Unterstützung von Erich Kaiser bereisten Schröder und seine Frau Paula geb. Pichler 1928/29 Südafrika. Es sollte die Karoo untersucht und eine repräsentative Sammlung ihrer Wirbeltiere zusammengebracht werden. Beides gelang. Die Aufarbeitung der Funde mit Broili erbrachte 28 Publikationen.
Nebenbei hatte Schröder die Vorkriegsidee von Rothpletz aufgenommen und geologische Aufnahmen von Harburg (Schwaben) gemacht. Bereits 1924 hatte er darüber berichtet. Die Begehungen im Nördlinger Ries wurden fortgesetzt. 1940 wurde Blatt Harburg 1:25.000 gedruckt. 1950 erschienen die zugehörigen Erläuterungen.
Eine Forschungsreise mit Richard Dehm führte 1939 nach Indien und Australien. In Indien ging es um die Siwaliks und Aufsammlungen der jungtertiären Wirbeltiere, in Australien um pleistozäne Höhlen- und Seeablagerungen und ihre Säugetierfauna. Der Ausbruch des Zweiten Weltkrieges beendete die Forschungsreise. Nach Internierung in Australien und Niederländisch-Indien kehrten Schröder und Dehm im Juli 1940 über Japan, Korea und Sibirien nach München zurück.

### München
In München war wissenschaftliche Arbeit unmöglich. Vorrangig war die Auslagerung der Materialien der Bayerischen Staatssammlung, die in 150 Jahren zusammengetragen worden waren und in 36 Räumen aufbewahrt wurden. Schröder, Edgar Dacqué und ein Assistent konnten die weitaus meisten Originalien und die wichtigsten Teile der Spezialbibliothek bergen und in das Schloss Oettingen verbringen. Noch bevor die Auslagerung beendet war, brannte die Alte Akademie bei der RAF-Bombardierung im April 1944 aus. Dabei ging auch der größte Teil der indischen und australischen Materialien, der Ries-Aufsammlungen und Schröders gesamte Molluskenkollektion verloren. Nach Dacqués Tod im Herbst 1945 übernahm Schröder die stellvertretende Leitung des Universitätsinstituts und der Bayerischen Staatssammlung für Paläontologie und historische Geologie. Mit dem Wiederaufbau begann er in einigen Räumen des Maximilianeums, dann im Nordflügel von Schloss Nymphenburg und im Botanischen Institut in Nymphenburg, darauf in der Arcisstraße 9. Er plante den Einzug in den Bibliotheksbau des Deutschen Museums und dann in das Gebäude Richard-Wagner-Straße 10. Er holte die verstreuten Mitarbeiter wieder zusammen, brachte die ausgelagerten Bibliotheks- und Sammlungsteile nach München zurück und eröffnete den Unterricht und die wissenschaftliche Arbeit. Als Direktor sorgte er für bedeutende Ergänzungen der Bayerischen Staatssammlung durch Neuerwerbungen und vermachte Privatsammlungen.
Die Ludwig-Maximilians-Universität ernannte ihn am 25. Juli 1947 zum Honorarprofessor. Den Ruf auf den (einst von Karl Alfred von Zittel besetzten) Lehrstuhl für Paläontologie und historische Geologie lehnte er 1949 ab. Pensioniert wurde er im Ordinarienalter von 67 Jahren am 1. Juli 1958.